# فرودگاه بین‌المللی مناس

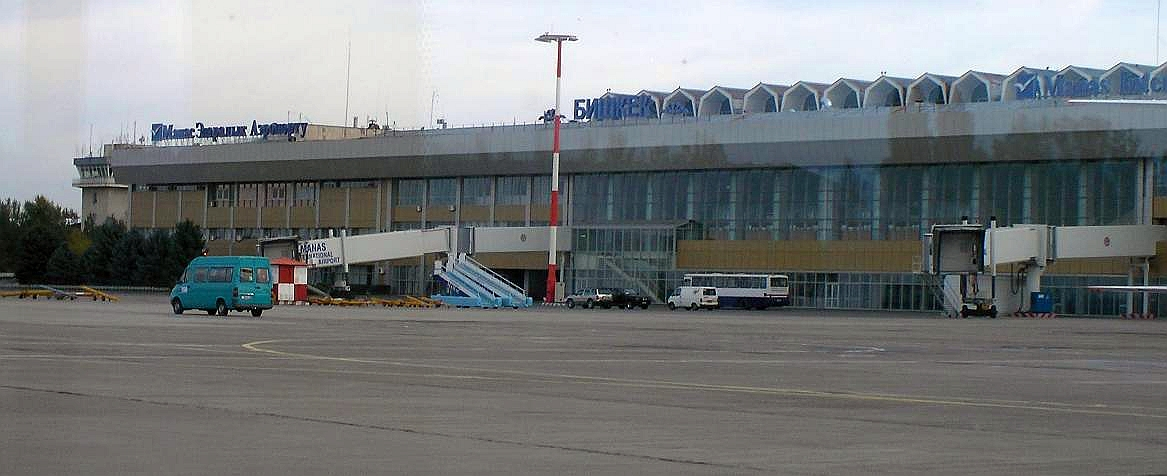
نمایی از ساختمان فرودگاه بین‌المللی ماناس.

فرودگاه بین‌المللی مناس نام اصلی‌ترین فرودگاه کشور قرقیزستان است که در ۲۵ کیلومتری شمال-غربی پایتخت، بیشکک قرار گرفته است.
مناس داستان حماسی ملی مردم قرقیز است.

## پایگاه هوایی مناس
پایگاه هوایی مناس بخشی مجزا از فرودگاه بین‌المللی مناس است. این پایگاه هوایی در ابتدا توسط اتحاد جماهیر شوروی تأسیس شد. اما با فروپاشی اتحاد جماهیر شوروی و جدایی قرقیزستان از روسیه، پایگاه هوایی مناس برای مدتی استفاده نظامی نداشت.
پس از حملات ۱۱ سپتامبر و در پی اشغال نظامی افغانستان توسط آمریکا، در دسامبر ۲۰۰۱ میلادی، دولت قرقیزستان، پایگاه هوایی مناس را در اختیار نیروی هوایی ایالات متحده آمریکا قرار داد تا جهت اعزام و استقرار نیروی ارتش آمریکا در افغانستان تأثیر بگذارد.
دولت قرقیزستان پس از دریافت قول کمکی ۲ میلیارد دلاری از روسیه، بحث بستن پایگاه آمریکا را مطرح کرد. نهایتاً در تاریخ ۱۹ فوریه ۲۰۰۹ میلادی، پارلمان قرقیزستان به بسته‌شدن پایگاه هوایی آمریکا در این کشور رای داد.